# Dereon Seabron
Dereon Seabron (Norfolk, Virginia, 26 de mayo de 2000) es un baloncestista estadounidense que pertenece a la plantilla de los Motor City Cruise de la G League. Con 1,96 metros de estatura, juega en la posición de escolta.

## Trayectoria deportiva

### Universidad
Seabron no pudo disputar su primera temporada universitaria después de que la NCAA lo declarara académicamente inelegible y perdiera la apelación. Jugó posteriormente dos temporadas con los Wolfpack de la Universidad Estatal de Carolina del Norte, en las que promedió 12,1 puntos, 6,1 rebotes, 2,2 asistencias y 1,1 robos de balón por partido. En su segunda temporada fue elegido jugador más mejorado de la Atlantic Coast Conference e incluido en el segundo mejor quinteto de la temporada.
Al término de esta segunda temporada se declaró elegible para el draft de la NBA, renunciando al resto de su carrera universitaria.

#### Estadísticas
| Año     | Equipo   | PJ       | PT       | MPP      | %TC      | %3P      | %TL      | RPP      | APP      | ROB      | TPP      | PPP      |
| ------- | -------- | -------- | -------- | -------- | -------- | -------- | -------- | -------- | -------- | -------- | -------- | -------- |
| 2019–20 | NC State | Redshirt | Redshirt | Redshirt | Redshirt | Redshirt | Redshirt | Redshirt | Redshirt | Redshirt | Redshirt | Redshirt |
| 2020–21 | NC State | 24       | 8        | 17.0     | .485     | .250     | .576     | 3.5      | .8       | .7       | .3       | 5.2      |
| 2021–22 | NC State | 32       | 32       | 35.8     | .491     | .256     | .713     | 8.2      | 3.2      | 1.4      | .1       | 17.3     |
| Total   | Total    | 56       | 40       | 27.8     | .490     | .254     | .694     | 6.1      | 2.2      | 1.1      | .2       | 12.1     |

### Profesional
Tras no ser elegido en el Draft de la NBA de 2022, el 9 de septiembre firmó un contrato dual con los New Orleans Pelicans y su filial en la G League, los Birmingham Squadron.
El 17 de septiembre de 2024 firmó un contrato por un año y el salario mínimo con los Detroit Pistons, pero fue despedido el 17 de octubre. Dos días más tarde se unió a la plantilla de su filial en la G League, los Motor City Cruise.

## Estadísticas de su carrera en la NBA

### Temporada regular
| Año     | Equipo      | PJ | PT | MPP | %TC  | %3P  | %TL  | RPP | APP | ROB | TPP | PPP |
| ------- | ----------- | -- | -- | --- | ---- | ---- | ---- | --- | --- | --- | --- | --- |
| 2022-23 | New Orleans | 5  | 0  | 2.4 | .400 | —    | —    | .2  | .0  | .0  | .0  | .8  |
| 2023-24 | New Orleans | 6  | 0  | 9.2 | .308 | .500 | .833 | 1.2 | .8  | .3  | .2  | 2.3 |
| Total   | Total       | 11 | 0  | 6.1 | .333 | .500 | .833 | .7  | .5  | .2  | .1  | 1.6 |